# Municipio de York (Misuri)
El municipio de York (en inglés: York Township) es un municipio ubicado en el condado de Putnam en el estado estadounidense de Misuri. En el año 2010 tenía una población de 223 habitantes y una densidad poblacional de 1,27 personas por km².

## Geografía
El municipio de York se encuentra ubicado en las coordenadas 40°31′32″N 93°17′38″O / 40.52556, -93.29389. Según la Oficina del Censo de los Estados Unidos, el municipio tiene una superficie total de 175.87 km², de la cual 175,41 km² corresponden a tierra firme y (0,26 %) 0,46 km² es agua.

## Demografía
Según el censo de 2010, había 223 personas residiendo en el municipio de York. La densidad de población era de 1,27 hab./km². De los 223 habitantes, el municipio de York estaba compuesto por el 99,1 % blancos, el 0,45 % eran asiáticos y el 0,45 % eran de una mezcla de razas. Del total de la población el 0 % eran hispanos o latinos de cualquier raza.